# Station Laces-Latsch
Station Laces-Latsch is een spoorwegstation aan de Vintzgouwspoorlijn in de gemeente Latsch (Italië-Zuid-Tirol).
De stationsnaam wordt volgens de regels van Trenitalia in het Italiaans aangegeven, gevolgd door het Duits als lokale taal.